# 豪瑟 (愛達荷州)
豪瑟（英語：Hauser）是一個位於美國愛達荷州庫特內縣的城市。

## 地理
豪瑟的座標為47°46′13″N 117°01′03″W / 47.77028°N 117.01750°W，而該地的平均海拔高度為675米（即2215英尺）。

## 人口
根據2020年美國人口普查的數據，豪瑟的面積為2.56平方千米，當中陸地面積為2.56平方千米，而水域面積為0.00平方千米。當地共有人口761人，而人口密度為每平方千米297人。